# Copa Río de la Plata 1998
La Copa Río de la Plata 1998 fue la segunda edición de esta competición irregular y no oficial que enfrentó a los campeones de Argentina y Uruguay. Fue de carácter amistoso y a un solo partido, disputado el 16 de julio de 1998 en el estadio Centenario, de Montevideo.

## Clubes clasificados
| AFA | Vélez Sarsfield | Campeón del Torneo Clausura 1998 (Argentina)   |
| AUF | Nacional        | Campeón del Campeonato Uruguayo de Fútbol 1998 |

## Final
| 1  | Guardameta     | Gustavo Munúa         |     |
| 3  | Defensa        | Cesilio de los Santos |     |
| 13 | Defensa        | Damián Rodríguez      |     |
| 4  | Defensa        | Jorgeão               |     |
| 22 | Defensa        | Federico Bergara      |     |
| 8  | Centrocampista | Marco Vanzini         | 46' |
| 5  | Centrocampista | Carlos Camejo         |     |
| 6  | Centrocampista | Gianni Guigou         |     |
| 10 | Delantero      | Rubén Sosa            | 71' |
| 14 | Delantero      | Jorge Delgado         | 46' |
| 11 | Delantero      | Milton Núñez          |     |
|    | DT:            | Hugo de León          |     |

| 1  | Guardameta     | José Luis Chilavert   |     |
| 4  | Defensa        | Flavio Zandoná        |     |
| 2  | Defensa        | Víctor Hugo Sotomayor |     |
| 6  | Defensa        | Mauricio Pellegrino   |     |
| 3  | Defensa        | Raúl Cardozo          |     |
| 8  | Centrocampista | Claudio Husaín        | 84' |
| 16 | Centrocampista | Carlos Compagnucci    |     |
| 7  | Centrocampista | Christian Bassedas    | 79' |
| 10 | Delantero      | Patricio Camps        |     |
| 11 | Delantero      | Martín Posse          |     |
| 9  | Delantero      | Fernando Pandolfi     | 75' |
|    | DT:            | Eduardo Solari        |     |

| 17 | Defensa        | Martín del Campo | 46' |
| 16 | Centrocampista | Gustavo Varela   | 46' |
| 9  | Delantero      | Gabriel Álvez    | 71' |

| 24 | Defensa        | Federico Domínguez | 75' |
| 19 | Delantero      | Daniel Cordone     | 79' |
| 14 | Centrocampista | Lucas Castromán    | 84' |

|  | 64' | Gustavo Varela | 1:3 |

|  | 5'  | Fernando Pandolfi | 0:1 |
|  | 28' | Martín Posse      | 0:2 |
|  | 37' | Patricio Camps    | 0:3 |

|  | 70' | Raúl Cardozo |

| 1  | Guardameta     | Gustavo Munúa         |     |
| 3  | Defensa        | Cesilio de los Santos |     |
| 13 | Defensa        | Damián Rodríguez      |     |
| 4  | Defensa        | Jorgeão               |     |
| 22 | Defensa        | Federico Bergara      |     |
| 8  | Centrocampista | Marco Vanzini         | 46' |
| 5  | Centrocampista | Carlos Camejo         |     |
| 6  | Centrocampista | Gianni Guigou         |     |
| 10 | Delantero      | Rubén Sosa            | 71' |
| 14 | Delantero      | Jorge Delgado         | 46' |
| 11 | Delantero      | Milton Núñez          |     |
|    | DT:            | Hugo de León          |     |

| 1  | Guardameta     | José Luis Chilavert   |     |
| 4  | Defensa        | Flavio Zandoná        |     |
| 2  | Defensa        | Víctor Hugo Sotomayor |     |
| 6  | Defensa        | Mauricio Pellegrino   |     |
| 3  | Defensa        | Raúl Cardozo          |     |
| 8  | Centrocampista | Claudio Husaín        | 84' |
| 16 | Centrocampista | Carlos Compagnucci    |     |
| 7  | Centrocampista | Christian Bassedas    | 79' |
| 10 | Delantero      | Patricio Camps        |     |
| 11 | Delantero      | Martín Posse          |     |
| 9  | Delantero      | Fernando Pandolfi     | 75' |
|    | DT:            | Eduardo Solari        |     |

| 17 | Defensa        | Martín del Campo | 46' |
| 16 | Centrocampista | Gustavo Varela   | 46' |
| 9  | Delantero      | Gabriel Álvez    | 71' |

| 24 | Defensa        | Federico Domínguez | 75' |
| 19 | Delantero      | Daniel Cordone     | 79' |
| 14 | Centrocampista | Lucas Castromán    | 84' |

|  | 64' | Gustavo Varela | 1:3 |

|  | 5'  | Fernando Pandolfi | 0:1 |
|  | 28' | Martín Posse      | 0:2 |
|  | 37' | Patricio Camps    | 0:3 |

|  | 70' | Raúl Cardozo |

| Argentina                                      |
| Campeón Vélez Sarsfield 1.er título (amistoso) |